# Obljaj

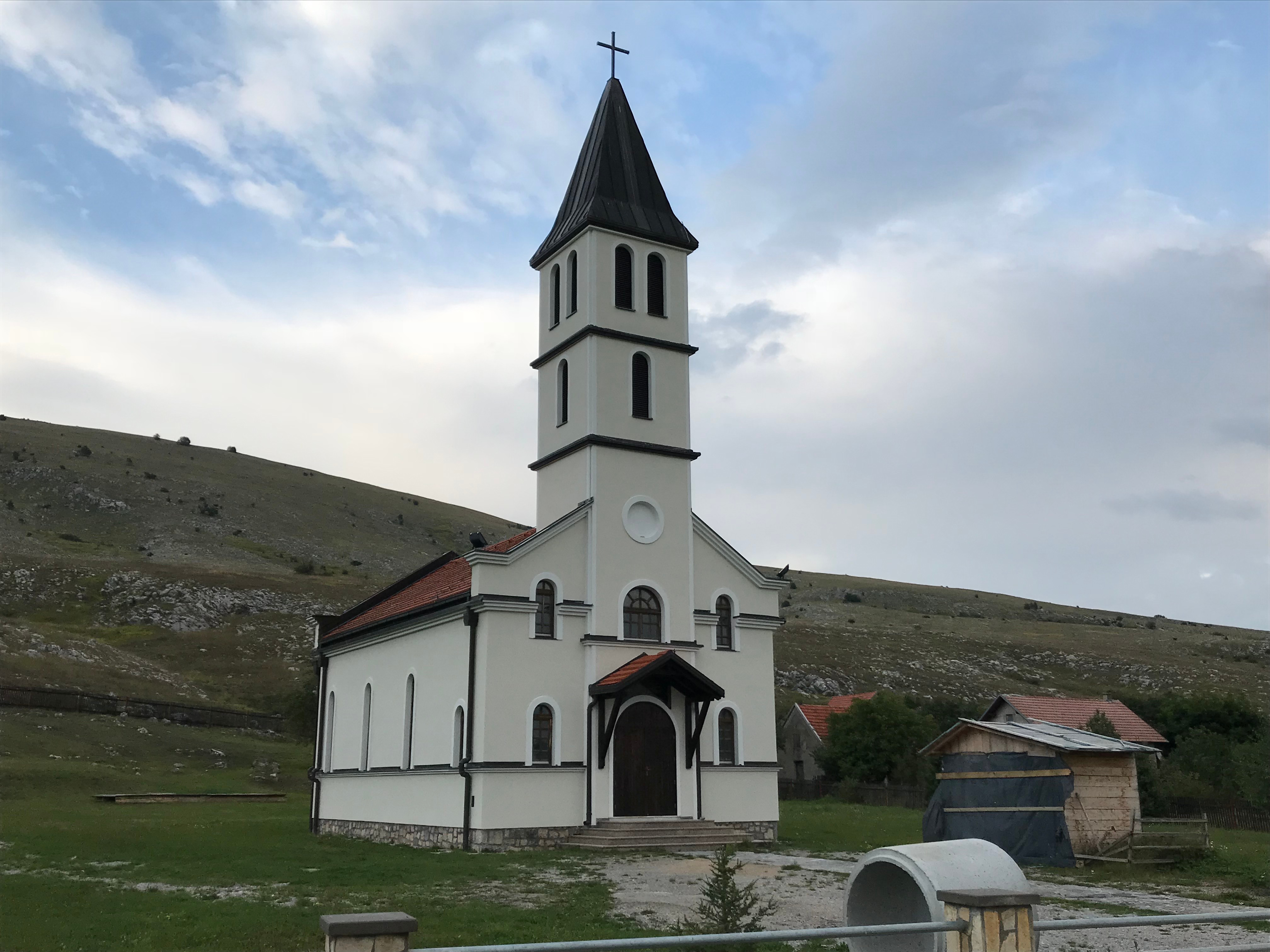
Igreja católica em Obljaj

Obljaj é uma pequeno vilarejo no município de Bosansko Grahovo na Federação da Bósnia e Herzegovina. Está situada a oeste da capital, Sarajevo, e perto da fronteira com a Croácia. Sendo uma localidade cercada de montanhas, acaba sendo de difícil acesso, apenas sendo ligada por pequenas estradas.
A localidade é o local de nascimento de Gavrilo Princip, o anarquista radical que assassinou em 1914 o arquiduque Francisco Ferdinando e sua esposa Sofia, Duquesa de Hohenberg.